# Teen Top
Teen Top este o trupă de băieți din Coreea de Sud formată de TOP Media în 2010. Grupul este format din cinci membri: CAP, Chunji, Niel, Ricky și Changjo. Inițial un grup format din șase membrii (cu L.Joe, care depunea terminarea contractului în februarie 2017), Teen Top a debutat cu primul lor single Come into the World pe 9 iulie 2010. 

## Membrii

### Membrii Actuali
- CAP
- Chunji
- Niel
- Ricky
- Changjo

### Fosții Membrii
- L.Joe

## Discografie
- No. 1 (2013)
- High Five (2017)